# (340) Эдуарда
(340) Эдуарда (нем. Eduarda) — астероид главного пояса, который принадлежит к светлому спектральному классу S. Он был открыт 25 сентября 1892 года немецким астрономом Максом Вольфом в обсерватории Хайдельберга и назван в честь немецкого банкира и любителя астрономии Генриха Эдуарда фон Ладе.

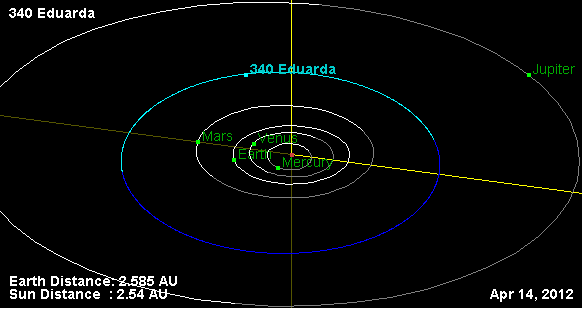
Орбита астероида Эдуарда и его положение в Солнечной системе